# Придорожнє (Полєський район)
Придорожнє (рос. Придорожное) — селище Полєського району, Калінінградської області Росії. Входить до складу Тургенєвського сільського поселення.
Населення —  60 осіб (2015 рік). 

## Населення
| 2002 | 2010 |
| ---- | ---- |
| 60   | →60  |